# Louis Friedman
Louis Dill Friedman (New York, 7 luglio 1941) è un ingegnere statunitense attivo nel settore dell'astronautica e portavoce spaziale.
È nato a New York e cresciuto nel Bronx. Il dottor Friedman è stato cofondatore della Planetary Society con Carl Sagan e Bruce C. Murray.

## Biografia
Nel 1961, conseguì il Bachelor of Science in matematica applicata e fisica ingegneristica presso l'Università del Wisconsin-Madison. Nel 1963 si laureò alla Cornell University con un Master of Science in ingegneria meccanica. Nel 1971 conseguì un dottorato di ricerca al Department of Aeronautics and Astronautics presso il Massachusetts Institute of Technology con una tesi dal titolo Extracting Scientific Information from Spacecraft Tracking Data.
Ha lavorato per AVCO Space Systems Division dal 1963 al 1968. Dal 1970 al 1980, è stato nel Jet Propulsion Laboratory (JPL), alla guida degli Advanced Planetary Studies e del Post-Viking Mars Program. Tra gli altri progetti realizzati al JPL: Mariner-Venus-Mercury, Planetary Grand Tour (Voyager), Venus Orbital Imaging Radar (sonda Magellan), Halley's Comet Rendezvous-Solar Sail e il Mars Program.

## Progetti, libri e discorsi
- Human spaceflight: from Mars to the stars. University of Arizona Press, Tucson 2015, ISBN 978-0-8165-3146-2.
- Star Sailing: Solar Sails and Interstellar Flight, Louis Friedman, John Wiley & Sons Inc., 1988, ISBN 978-0-471-62593-3, 146 p.
- Direttore del progetto Solar Sail mission della Planetary Society and Cosmos Studies: Cosmos I.
- Parte del team su Mars Balloon and Mars Rover per la Planetary Society.
- Partecipazione in Congressional and Administrative reviews per American and Russian space missions[4]
- 2004 Audizioni al Congresso sullo spazio: United States Senate Committee on Commerce, Science and Transportation – NASA Future Space Mission http://www.spaceref.com/news/viewsr.html?pid=11681[collegamento interrotto].
- ”Think Bigger About Mars” Louis Friedman, 27 giugno 2000.
- ”A Space Nerd Responds” Louis Friedman, 13 agosto 2007.
- ”Where will the Next 50 Years in Space Take Us? Expert Opinions” Popular Mechanics, settembre 2007.

## Associazioni
- The Planetary Society - Direttore esecutivo e autore di World Watch nel Planetary Report Archiviato il 5 febbraio 2012 in Internet Archive.
- Sigma Xi
- American Astronautical Society
- Membro dell'American Association for the Advancement of Science
- American Institute of Aeronautics and Astronautics - membro del Congresso 1978-79